# Joe Weisberg
Joseph (ou Joe) Weisberg (né entre 1965 et 1966) est un scénariste et producteur de télévision et écrivain américain. Ancien employé de la CIA et ancien enseignant, il est célèbre en tant que créateur et directeur de série de la chaîne FX (The Americans et The Patient). 

## Carrière

### Dans l'enseignement
Diplômé de l'Université de Yale en 1987, Weisberg est devenu officier de la CIA trois ans après avoir obtenu son diplôme. Après une carrière de quatre ans au sein de cette agence, il enseigne à la Summit School (en), un lycée privé d'éducation spécialisée dans le Queens, à New York, jusqu'en 2010, époque à laquelle il commence une carrière à la télévision. L'un des derniers projets qu'il a mené à la Summit School avant de quitter l'enseignement a été d'aider les élèves à fonder le journal de l'école, The Summit Sun.

### A la télévision
Joeseph Weisberg a écrit des épisodes pour la série d'invasion extraterrestre Falling Skies ainsi que la série juridique Damages (Dommages et intérêts) . Il écrit ensuite la série d'espionnage The Americans qui relate les aventures de deux agents dormants du KGB, qui se font passer pour des citoyens américains à Washington, DC à la fin de la guerre froide. The Americans a été produit par Weisberg en collaboration avec le créateur de Justified, Graham Yost (en),. En 2022, Joe Weisberg a co-créé et présenté la série The Patient. Joe Weisberg est également producteur délégué de séries télévisées. Ainsi, il a co-produit la mini-série Kindred (Liens de Sang), tirée de la nouvelle d'Octavia E. Butler,. Cette série est arrêtée par FX, à la fin de la première saison en 2023 .

### Carrière littéraire
Weisberg est l'auteur de deux romans : 10th Grade et An Ordinary Spy, et d'un essai de géopolitique sur les relations entre la Russie de Vladimir Poutine et l'Occident  paru chez PublicAffairs. Aucun de ces livres n'a été traduit en Français. C'est à la suite de la lecture du roman d'espionnage An Ordinary Spy que Graham Yost a contacté Joe Weisberg et lui a proposé de produire une série télévisée.

## Réception et récompenses
En 2018, il reçoit un Primetime Emmy Award  pour la série The Américans. An Ordinary Spy a été remarqué par The Believer et nommé pour le Believer Book Award (en)[réf. souhaitée].

## Vie privée
Joe Weisberg est né en 1965 ou 1966 et il a grandi dans une famille juive à Chicago. C'est le fils de l'avocat et activiste des droits civiques Bernard Weisberg et de l'ancienne commissaire aux affaires culturelles Lois Weisberg (en). Son frère aîné, Jacob Weisberg (en) a été éditeur en chef pour le  Slate Group (en), jusqu'en 2018.

## Son œuvre

### Films et séries

#### Comme scénariste et producteur.
- (en-US) [vidéo][Série télévisée d'espionnage] « The Americans », 18 décembre 2013, Amblin Television, DreamWorks Television (consulté le 23 février 2024)
- (en-US) [vidéo][Série Télévisée] « The Patient », 30 août 2022, FX Productions, Scallie Filmworks, The Js (consulté le 23 février 2024)

#### Comme Scénariste
- Joe Weisberg a écrit le scénario de 3 épisodes entre 2011 et 2012 de  [vidéo] « Falling Skies », 5 juillet 2011, DreamWorks Television, TNT Originals, Invasion Productions (consulté le 25 février 2024)

#### Comme producteur délégué
- [vidéo] « Kindred (TV Mini Series 2022) - IMDb » (consulté le 9 février 2024)

### Livres
- (en-US) Joseph Weisberg, An ordinary spy, Bloomsbury USA, 2008 (ISBN 978-1-59691-376-9)
- (en-US) 10th Grade, Random House Inc, 2002, 259 p. (ISBN 978-0-375-50584-3)
- (en-US) Russia upside down: an exit strategy for the second Cold War, PublicAffairs, 2021 (ISBN 978-1-5417-6862-8, présentation en ligne)